# Frestedt
Frestedt ist eine Gemeinde im Kreis Dithmarschen in Schleswig-Holstein. Scharfenstein liegt im Gemeindegebiet.

## Nachbargemeinden
Nachbargemeinden sind im Uhrzeigersinn im Norden beginnend die Gemeinden Krumstedt, Süderhastedt, Großenrade, Quickborn, Sankt Michaelisdonn, Gudendorf und Windbergen (alle im Kreis Dithmarschen). 

## Geschichte
Der Dolmen von Frestedt (in den 1970er Jahren nach Heide verbracht) war ein Zeugnis der Trichterbecherkultur und stammte aus der Zeit zwischen 3500 und 2800 v. Chr.
Am 1. April 1934 wurde die Kirchspielslandgemeinde Süderhastedt aufgelöst. Alle ihre Dorfschaften, Dorfgemeinden und Bauerschaften wurden zu selbständigen Gemeinden/Landgemeinden, so auch Frestedt.

## Politik

### Gemeindevertretung
Bei der Kommunalwahl am 14. Mai 2023 wurden insgesamt neun Sitze vergeben. Diese gingen alle an die Unabhängige Wählergemeinschaft Frestedt.

### Wappen

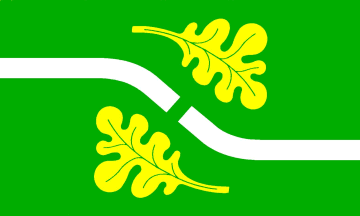
Flagge von Frestedt

Blasonierung: „In Grün zwischen zwei liegenden goldenen Eichenblättern, einem linksgewendeten oben und einem rechtsgewendeten unten, ein liegender, vorn konkav, hinten konvex gebogener und in der Mitte ausgebrochener silberner Wellenbalken.“
Der Inhalt des Wappens der Gemeinde Frestedt ist hauptsächlich auf die besondere topographische Lage des Ortes abgestimmt. Die Ortschaft wird von einem Augraben durchquert, der die Ortsteile Weddel und Frestedt voneinander trennt. Die Lücke im Wellenbalken bezeichnet diese Trennung und soll zugleich die vorhandene Brücke andeuten, welche die Gemeindeteile ihrerseits wieder verbindet. Die besondere Form des Wellenbalkens ist auch ein Hinweis auf das Landschaftsbild der zwischen Hügeln und Niederungen gelegenen Ortschaft. Die Eichenblätter stehen nicht nur für die beiden oben genannten Ortsteile, sondern auch für den einstigen Reichtum an Eichenwäldern in dem auf der süddithmarschen Geest gelegenen Gemeindegebiet.

## Wirtschaft
Das Dorf ist überwiegend landwirtschaftlich geprägt. Als zweite Erwerbsquelle nutzen einige Frestedter Landwirte die Photovoltaik, so dass die Gemeinde eine der höchsten pro Kopf Einspeisequoten deutschlandweit ins Netz der E.ON Hanse hat. So erreichte die Gemeinde in der Saison 2007/08 den zweiten Platz in der Solarbundesliga.

## Söhne und Töchter der Gemeinde
- Heinrich Aye (1851–1923), Pastor, Heimatforscher, Gründer des Ostholstein-Museum Eutin und Archäologe
- Anna Teut (1926–2018), Journalistin, Publizistin und Architekturhistorikerin